# منفيون

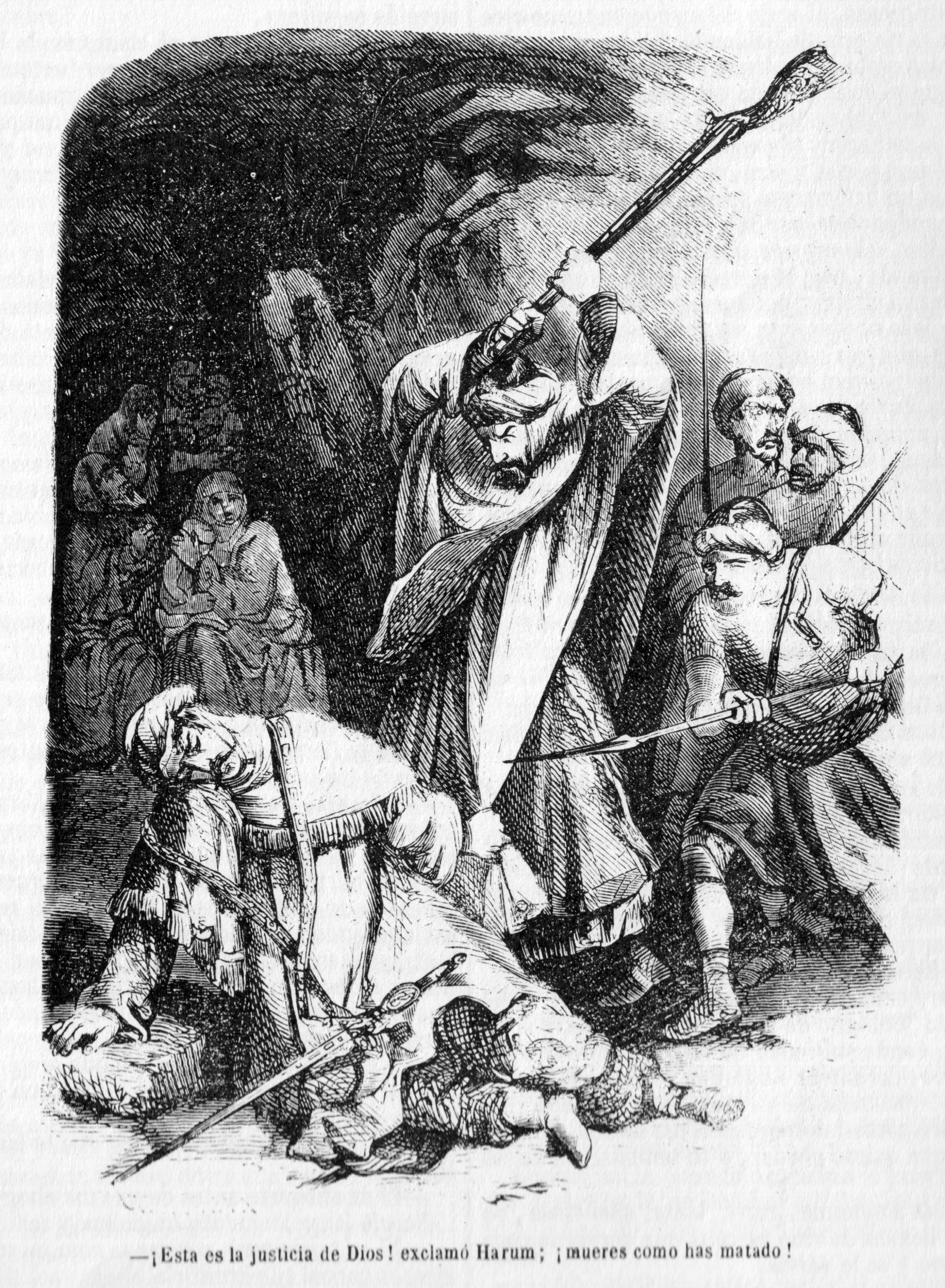

منفيون (بالإسبانية: Monfíes)‏ هو لقب أطلق علي المورسكيون الذين عاشوا في الجبال حول غرناطة خلال القرنين السادس عشر والسابع عشر. المنفيون الأوئل هم الأشخاص الذين نزحوا إلى الجبال نتيجة الفوضى والقمع المرتبطة بالاستيلاء على غرناطة من قبل الملكان الكاثوليكيان في 1492. وقد نمت أعدادهم في العقود اللاحقة من حكم السلطات القشتالية الجديدة، التي بدأت تضع المزيد من الضغوط على المسلمين في غرناطة لاعتناق المسيحية. ينحدر معظم المنفيون من أصل ريفي والذبن شكلوا في بعض الأحيان مجتمعات جبلية والتي مكنتهم من ممارسات شعائرهم الدينية بشكل علني. على عكس معظم المورسكيين، الذين اضطروا إما إلى التخلي عن دينهم أو ممارسته سرا. برز المنفيون بشكل واضح خلال ثورة المورسكيين بقيادة ابن أمية.